# Puggaardsgade (København)
 For alternative betydninger, se Puggaardsgade. (Se også artikler, som begynder med Puggaardsgade)
Puggaardsgade er en gade i Indre By (København), der strækker sig mellem Kalvebod Brygge og Niels Brocks Gade.
Gaden er opkaldt efter handelsmanden Hans Puggaard (1788-1866).
En markant bygning i den sydlige ende af gaden er Danhostel Copenhagen City.

## Legatstifter og gadenavn
På baggrund af sin formue indstiftede Puggaard et legat til fordel for drenges opdragelse. Af denne grund blev hans navn en del af gadenavnene i dette kvarter, hvor flere gader er opkaldt efter legatstiftere.